# Arginin
Arginin (förkortas Arg eller R) är en av de 20 aminosyror som är byggstenar i naturens alla proteiner. Arginin tillhör gruppen basiska aminosyror.
I den genetiska koden kodas arginin av sex kodon:  CGU, CGC, CGA, CGG, AGA och AGG.
Aminosyran arginin finns naturligt i träd. Då det är gott om kväve i marken bygger träden upp ett kvävelager i form av arginin. Barn kan inte själva tillverka arginin utan behöver få tillräckligt av den via födan. Den är alltså den enda aminosyran vilken är essentiell för barn, men inte samtidigt för vuxna. Arginin kan också fungera som gödningsmedel. I Sverige har forskning om detta drivits av SweTree Techonologies i Umeå tillsammans med Holmen, Sveaskog och Bergvik Skog. 
Arginin har nyligen i Sverige introducerats som tillsats till tandkräm och andra tandvårdsprodukter som innehåller fluor. Arginin lanserades till en början mot känsliga tandhalsar men har senare också lanserats som en metod för att förebygga karies. Men enligt en samlad vetenskaplig granskning  av den forskning som finns på området har tandkräm med arginin inte bevisats skydda bättre mot karies än bara fluor.
Forskare har studerat det eventuella sambandet mellan L-arginin och ökad potens. L-arginin är förvisso säkert att använda och tolereras väl av de flesta män, men inom forskningen har man inte kunnat påvisa att denna aminosyra skulle kunna förbättra den erektila funktionen. Då L-arginin tas tillsammans med vissa andra kosttillskott har mer positiva forskningsresultat kunnat ses.